# 江苏师范大学
江苏师范大学（英文：Jiangsu Normal University）位于江苏省徐州市，为江苏省属重点院校，江苏省和教育部省部共建大学。江苏师范大学是江苏省苏北地区办学历史最长、办学规模较大、学科门类较多、综合实力较强的省属高校。

## 校史
江苏师范大学的前身是1952年创办于江苏省无锡市的转业干部文化速成学校，首任校长为刘先胜中将。
- 1956年，学校转制为普通高校，成立江苏师范专科学校。
- 1958年，学校北迁徐州，1959年与徐州师范专科学校合并，成立 徐州师范学院，为当时苏北地区唯一的一所本科高校。
- 1989年，成立于1984年的第二所徐州师范专科学校并入该校。
- 1996年，学校更名为徐州师范大学。
- 1999年，徐州工业学校并入徐州师范大学。
- 2005年，徐州师范大学成立民办二级学院科文学院。
- 2008年，徐州师范大学被确定为江苏省重点建设的高水平大学。
- 2011年，经教育部批准，更名为江苏师范大学[2]。

## 姐妹校

### 亚洲
- 马来西亚拉曼大学